# Сантуш, Изабель душ
Изабе́ль душ Са́нтуш (порт. Isabel dos Santos; род. 1973, Баку,  СССР) — ангольский предприниматель, старшая дочь второго президента Анголы Жозе Эдуарду душ Сантуша. Гражданка Анголы и России.
По версии Forbes — первая в Африке женщина-миллиардер, её личное состояние в 2016 году оценивалось журналом в 3 миллиарда долларов США.

## Биография
Родилась в Баку в семье ангольского революционера, активиста МПЛА Жозе Эдуарду душ Сантуша и советской (в настоящее время британской) гражданки Татьяны Кукановой.
Училась в государственной школе в Луанде. После развода родителей в 1979 году проживала с матерью в Лондоне, где училась в престижном Кингс-колледже. После окончания колледжа по специальности «инженер-электротехник» вернулась в Луанду. Владеет португальским, русским, английским и французским языками.
С 2002 года была замужем за конголезским коллекционером произведений искусства Синдика Доколо, сыном крупного конголезского предпринимателя-банкира и матери-датчанки; от этого брака у них есть трое детей. Сам Доколо 29 октября 2020 года погиб во время дайвинга в Дубае.
В 2017 году Изабель душ Сантуш покинула Анголу.

## Карьера
В последние 20 лет душ Сантуш занимала руководящие должности в ряде компаний, котирующихся на европейских фондовых биржах. Душ Сантуш вернулась из Лондона в начале 1990-х, чтобы присоединиться к своему отцу в Луанде, и начала работать инженером-менеджером проекта в Urbana 2000, дочерней компании Jembas Group, которая выиграла контракт на уборку и дезинфекцию города. Затем основала автотранспортный бизнес.
Широкое использование рации проложило путь для её последующего занятия телекоммуникациями. Более чем за 20 лет она расширила свои бизнес-интересы, что привело к созданию нескольких холдингов в Анголе и, в основном, за рубежом, сделав значительные инвестиции в крупные предприятия, особенно в Португалии.
В июне 2016 года отец назначил её председателем Sonangol, государственной нефтяной компании Анголы. Она пробыла в этой должности не долго так как новый президент Анголы Жуан Лоренсу уволил Изабель душ Сантуш с поста председателя государственной нефтяной компании.
30 декабря 2019 года провинциальный суд Луанды вынес постановление о превентивном аресте личных банковских счетов душ Сантуш, её мужа Синдики Доколо и Марио Филипе Морейра Лейте да Силва. По данным Генпрокуратуры, трое бизнесменов заключили сделки с ангольским государством через компании Sodiam, публичную компанию по продаже алмазов, и Sonangol, государственную нефтяную компанию. В результате этих сделок ангольское государство понесло убытки в размере 1,36 миллиарда долларов. Также бывший депутат Европарламента Ана Гомеш подала жалобу Генеральному прокурору (PGR) и Генеральному директору налогового управления (AT) на финансовые операции Изабель душ Сантуш, связанные с приобретением португальской энергетической компании Efacec и предполагаемыми переводами, от имени Sonangol более 100 миллионов евро для консалтинговых компаний, базирующихся в Дубае.

## Состояние
Является совладельцем (25 %, оценочная стоимость около 1 миллиарда долларов США) и членом совета директоров крупнейшего ангольского сотового оператора Unitel, совладельцем (25 %) ангольского банка Banco BIC, португальские активы включают 15 % акций сети кабельного телевидения ZON Multimedia и около 20 % одного из крупнейших банков страны Banco BPI.
Критики говорят о непрозрачности происхождения капиталов Изабель душ Сантуш, обвиняют семью президента в обогащении за счёт населения Анголы, подавляющая часть которого живёт не более чем на $2 в день. Её представители, напротив, настаивают на прозрачности ангольских компаний, инвестирующих средства в европейский бизнес.

## Фонды
Фонды душ Сантуш за последние годы:
- Trans Africa Investment Services, компания из Гибралтара, основанная вместе с её матерью для алмазного бизнеса.
- Unitel International Holdings BV: смена названия Kento и Jadeium, штаб-квартира которой находится в Амстердаме, компания для инвестиций душ Сантуш в телекоммуникации
- Santoro Finance: компания-инструмент для инвестиций душ Сантуш в Banco BPI, расположенный в Лиссабоне
- Esperaza Holding BV: базируется в Амстердаме , занимается энергетикой, нефтью и т. д.
- Condis: розничный бизнес в Луанде

### Комментарии
1. ↑  В 1963—1969 годах Жозе душ Сантуш учился в Азербайджанском институте нефти и химии.
2. ↑  В Анголе открыто уголовное расследование в отношении происхождения капиталов Изабель душ Сантуш. Ее активы в стране заморожены (сведения актуальны на январь 2020 года)[15]